# Epicharis lunulata
Epicharis lunulata là một loài Hymenoptera trong họ Apidae. Loài này được Mocsáry mô tả khoa học năm 1899.